# Israel en los Juegos Paralímpicos de Roma 1960
Israel estuvo representado en los Juegos Paralímpicos de Roma 1960 por trece deportistas, once hombres y dos mujeres.

## Medallistas
El equipo paralímpico israelí obtuvo las siguientes medallas:
| Nombre                                                               | Deporte                       | Evento                                  |
| -------------------------------------------------------------------- | ----------------------------- | --------------------------------------- |
| Oro                                                                  |                               |                                         |
| —                                                                    |                               |                                         |
| Plata                                                                |                               |                                         |
| Mati Angel                                                           | Natación                      | 25 m braza completa clase 1 femenino    |
| Mati Angel                                                           | Tenis de mesa                 | Individual A femenino                   |
| Bronce                                                               |                               |                                         |
| Zvi Ben-Zvi Moshe Feld Aharon Kirschner Simcha Lustig Naftali Rosman | Baloncesto en silla de ruedas | Torneo clase A masculino                |
| Israel Globus                                                        | Natación                      | 50 m espalda completa clase 4 masculino |